# Bastia (Fabriano)
(dalla targa ai caduti della prima guerra mondiale)
Bastia è una piccola frazione del comune di Fabriano. Si erge sulla cima di una collina alle pendici orientali dell'Appennino Umbro-Marchigiano nei pressi del Parco del monte Cucco. La sua origine risale al XV secolo, quando fu edificata come castello difensivo (da cui il nome "Bastia") ad ovest di Fabriano. Attualmente è un gradevole borgo che domina la vallata fabrianese occidentale. Dagli abitanti del circondario è chiamata "la Bastia".

## Frazioni limitrofe
Bastia fa parte di un numeroso gruppo di frazioni che si estende dal comune di Fabriano al comune di Sassoferrato costeggiando gli Appennini. Le più prossime ad essa sono: Cupo, Fontanaldo, Marena, Marenella, Marischio, Melano, San Cassiano, Rucce, Vallina, Viacce.

## Storia
La famiglia ghibellina dei Chiavelli, originaria di Pistoia, prese la signoria fabrianese nel 1378. Successivamente alla Battaglia di Fabriano (1406) il governatore Tommaso Chiavelli decise di migliorare l'assetto difensivo della città. Dopo aver ristrutturato nel 1421 il castello di Collamato e costruito nel 1423 quello di Montorso, edificò Bastia nel 1434. Il punto strategico scelto è sulla sommità di un colle ad ovest di Fabriano dal quale è possibile controllare la conca della città e la vallata ad est dell'appennino fino al monte Catria.
La congiura contro i Chiavelli del 1435, favorita dall'avvento degli Sforza nelle Marche e dal malcontento delle corporazioni fabrianesi, pose fine alla vita di Tommaso e all'egemonia della sua famiglia sulla città. Nel 1443 Francesco Sforza prese direttamente il governo di Fabriano e commissionò a Pietro Brunoro un rafforzamento del fortilizio di Bastia. Ben presto però la politica di Francesco risultò talmente oppressiva che il popolo si rivolse alla Chiesa: nel 1444 Eugenio IV convinse gli Sforza a lasciare la città, che fu annessa allo Stato Pontificio; in seguito il papa diede l'autorizzazione ad ultimare i lavori di fortificazione del castello.

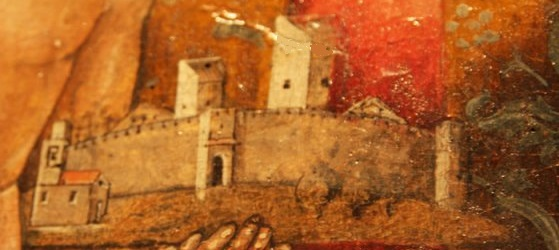
il castello di Bastia raffigurato nel 1498 da Bernardino di Mariotto

A lavori ultimati Bastia si presentava con una cinta muraria merlata alta mediamente una decina di metri e due torri d'osservazione poste all'interno, alte pressappoco come le mura ma prominenti rispetto ad esse perché edificate sulla sommità del colle; la torre ovest era orientata verso il Catria e la torre est lo era verso Fabriano. Fuori dalle mura, sul lato rivolto alla città, vi erano la chiesa del castello con il suo campanile, che contraddistinguono oggi il profilo del paese. Per la sua posizione Bastia era visibile, come lo è ora, a grande distanza. 

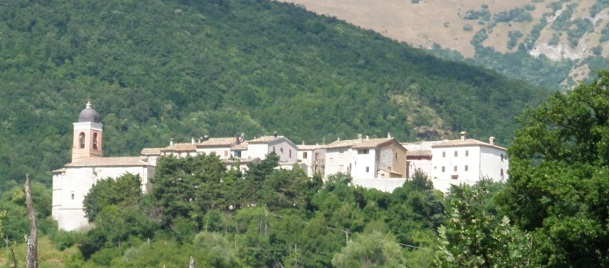
il paese come si presenta ai giorni nostri

Dal XVII secolo, anche a seguito di dannosi terremoti e carestie, la funzione di Bastia come avamposto strategico declinò gradualmente. Col passare dei decenni il fortilizio divenne un semplice riferimento per gli abitanti delle campagne circostanti.
A giudicare dalle strutture approntate attorno alla parrocchiale, si può presumere che, forse, il nucleo abitato sia stato elevato ad appodiato nel XVIII secolo, fino alla riforma voluta da Pio VII nel 1816, anno successivo al ritorno allo Stato Pontificio dopo le parentesi della Repubblica Romana (1798-1800) e del dominio napoleonico (1808-1815). In una sorta di censimento della Segreteria di Stato della Santa Sede del 1831 risulta che Bastia aveva all'epoca 235 abitanti, era soggetta al governo distrettuale di Fabriano e faceva parte della Delegazione di Macerata.
Seguì nel 1860 l'annessione al Regno di Sardegna, poi Regno d'Italia e Repubblica Italiana, con il relativo passaggio alla provincia di Ancona.
Nel settembre del 1997 anche Bastia fu colpita dal forte terremoto che interessò l'Umbria e le Marche. Sebbene i danni riportati non risultassero della massima gravità, i numerosi lavori di ristrutturazione e di messa in sicurezza hanno perdurato per oltre un decennio.

## Arte, monumenti e luoghi di interesse
Risulta di un certo interesse storico ciò che rimane delle antiche mura castellane, ridimensionate in altezza nel tempo e ricostruite in parte dopo il sisma del 1997, insieme con l'antico portale di ingresso: sono infatti le costruzioni più antiche (XV secolo) unitamente con il complesso della parrocchiale di S. Maria della Pietà.

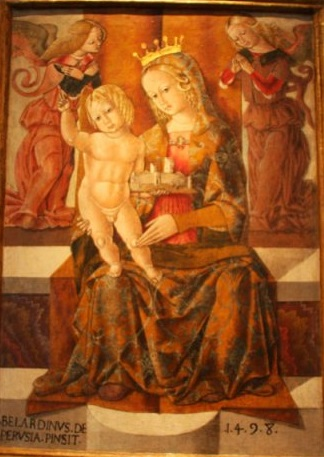
Madonna con Bambino, Bernardino di Mariotto, 1498

All'interno della chiesa sono presenti alcuni esempi dell'arte fabrianese. L'opera più importante è sicuramente la "Madonna con Bambino" (1498) di Bernardino di Mariotto. Dopo il terremoto del 1997 la chiesa ne conserva una replica e l'originale è esposto nel Museo diocesano di Fabriano. La Madonna, rappresentata in sembianze giovanili, siede al centro di un lungo sedile marmoreo e indossa un prezioso abito e una corona con perle. Gesù Bambino è raffigurato in atteggiamento benedicente eretto sulla gamba destra di Maria mentre tiene in mano, mostrandola, una riproduzione del castello di Bastia. Ai lati vi sono due angeli e in basso la data e la firma dell'artista. L'antico castello viene ritratto fedelmente dal pittore, il quale dipinse anche le due torri poi scomparse. In una nicchia è inoltre possibile ammirare un affresco della scuola di Simone De Magistris raffigurante la Madonna del Rosario, risalente al XVII secolo.

Degna di nota è anche la palazzina detta "della Comunanza", che venne edificata probabilmente nel settecento e si trova a ridosso delle mura castellane, di fianco alla parrocchiale. Seppur in stato di abbandono, è di interesse per l'elegante stile architettonico e per una pregevole litografia commemorativa posta al centro della facciata, recante il ricordo dei caduti di Bastia durante la prima guerra mondiale: 

## Eventi e manifestazioni
La seconda domenica di settembre si celebra la festa patronale in onore dell'Addolorata. 

## Sport
- Escursionismo
- Equitazione
- Mountain bike